# Demario Davis
Demario Davis (Collins, Mississippi, 11 januari 1989) is een Amerikaans Americanfootballspeler voor de New Orleans Saints (NFL). Davis nam in 2023 en 2024 deel aan de Pro Bowl.